# Mahauiella sforcini
Mahauiella sforcini là một loài ruồi trong họ Tachinidae.